# Manukan
Manukan es un municipio de Primera Clase de la provincia en Zamboanga del Norte, Filipinas. De acuerdo con el censo del 2000, tiene una población de 31,855 en 6,010 hogares. 
Manukan fue fundado el 16 de junio de 1951. Proviene el nombre de la térmio Visayan 'Manok', que quiere decir pollo. El nombre dado y su fundación vino durante la época de la colonización española, Antiguamente fue un pequeño barrio que pertenecía al poblado de Dapián (ahora ciudad Dapitan), habitada en su mayoría por Subanos, quienes se abastecían de la cría de pollos.

## Barangays
Manukan está políticamente subdividido en 22 barangays.
| - Dipane - Disakan - Don José Aguirre - Población Este - Gupot - Libutón - Linay - Lingatongan - Lupasang - Mate - Meses | - Palaranan - Pangandao - Patagan - Población - Punta Blanca - Saluyong - San Antonio - Serongan - Suisayan - Alto Disakan - Villaramos |

## Escuelas en Manukan

### Distrito I
- Escuela Central de Manukan Oriental
- Escuela Central de Manukan Occidental
- L. Disakan
- Libuton ES
- Mate ES
- Palaranan ES
- Patunan ES
- Alto Disakan
- Serongan ES
- Suisayan ES
- Patagan PS
- Pangandao PS
- Sitog PS
- Tiniguiban
- Alto Disakan NHS 	 
  - Universidad Nacional de Manukan

### Distrito II
- Linay CS
- Dipane ES
- J. Aguirre
- Gupot ES
- Lingatongan
- Loquillos ES
- Lupasang ES
- Meses PS
- Saluyong ES
- Villaramos
- San Antonio
- Manukan NHS 	 	(El Estímulo Dorado)
- Villaramos NHS 	 	(El Buscador) 
  - Extensión J. Aguirre
  - Universidad KOSTKA